# Chakrasana
Chakrasana (en sánscrito: चक्रासन, AITS: Cakrāsana), Urdhva Dhanurasana (en sánscrito: ऊर्ध्वधनुरासन, AITS: Ūrdhvadhanurāsana), postura de la rueda o postura del arco mirando hacia arriba es una asana de flexión hacia atrás en el yoga como ejercicio. Es una postura de nivel intermedio que requiere haber practicado previamente otras asanas de nivel básico.

## Etimología
La palabra en sánscrito Chakrasana significa 'postura de la rueda':
- Chakra (en sánscrito: चक्र, AITS: cakra), que significa 'rueda'[2]
- Asana (en sánscrito: आसन, AITS: āsana), que significa 'postura'[3]

La palabra en sánscrito urdhva dhanurasana significa 'postura del arco mirando hacia arriba':
- Urdhva (en sánscrito: ऊर्ध्व, Alfabeto internacional de transliteración sánscrita|AITS]]: urdhva), que significa 'hacia arriba'[4]
- Dhanur (en sánscrito: धनु, Alfabeto internacional de transliteración sánscrita|AITS]]: dhanur), que significa 'arco'[5]
- Asana, que significa 'postura'

## Descripción
En la forma general de la asana, el practicante tiene las manos y los pies en el suelo, y el abdomen se arquea hacia el cielo. A la postura de la rueda se puede ingresar desde una posición supina o a través de un retroceso supino menos riguroso, como Setu Bandha Sarvangasana (postura del puente). Algunos practicantes avanzados pueden pasar a la postura de la rueda al "retroceder" desde Tadasana (postura de la montaña), o al pararse con la espalda hacia la pared, estirando los brazos por encima y bajando las manos por la pared hacia el piso. Los practicantes avanzados también pueden llegar a Chakrasana con cualquiera de sus variaciones o con otras curvas, como Dwi Pada Viparita Dandasana, o empujando hacia arriba para pararse desde Tadasana.

## Contra posturas
Una contra postura de yoga es una asana de yoga que estira la columna vertebral en la dirección opuesta a la asana anterior o la devuelve a una posición neutral. No obstante, en posturas de flexión hacia atrás o backbends como Chakrasana, se recomienda primero descansar y luego practicar posturas de transición antes de adoptar una postura en la dirección opuesta. Las posturas recomendadas luego de practicar Chakrasana son:

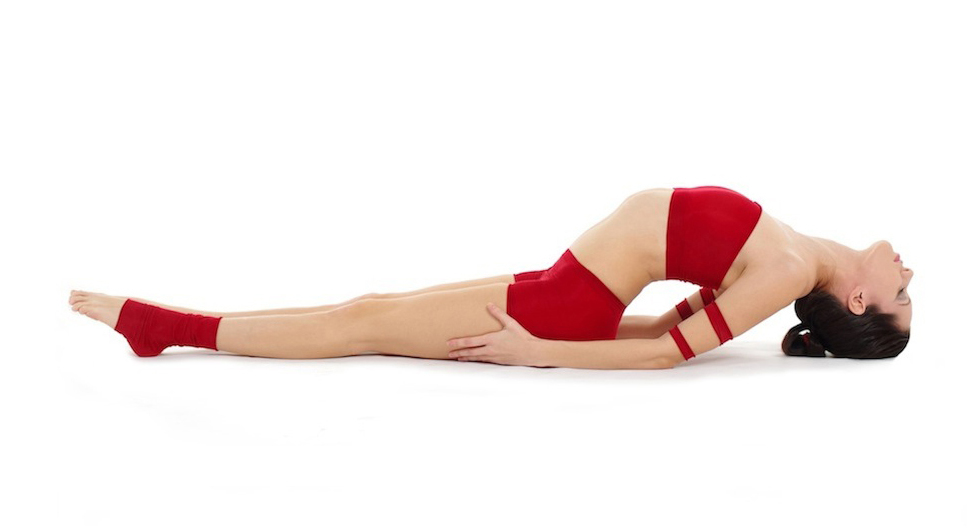
Matsyasana,[9] postura del pez.
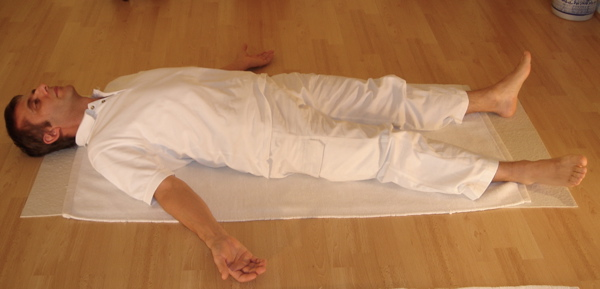
Shavasana,[9], postura del camello.
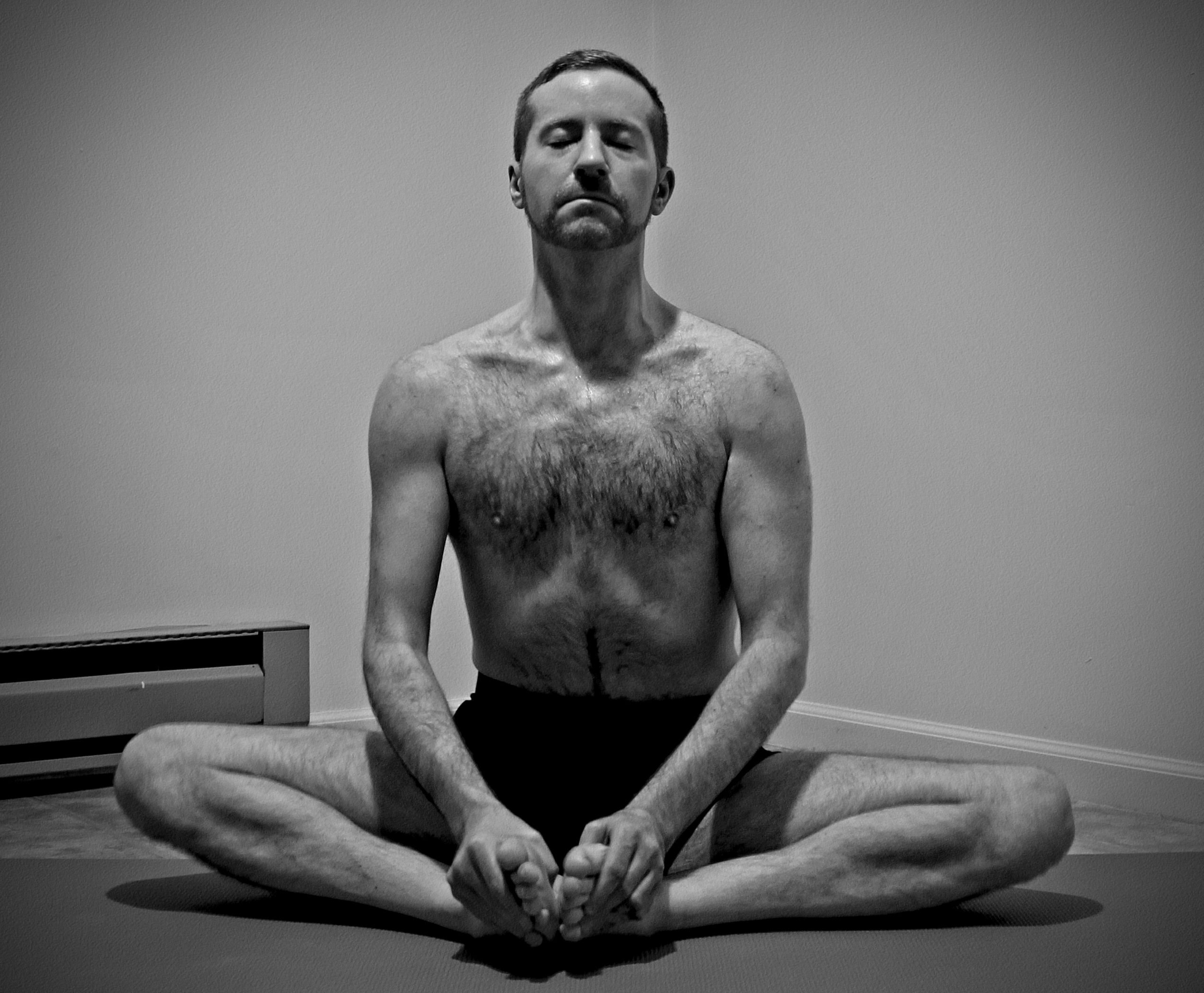
Baddha konasana,[10] postura del zapatero.
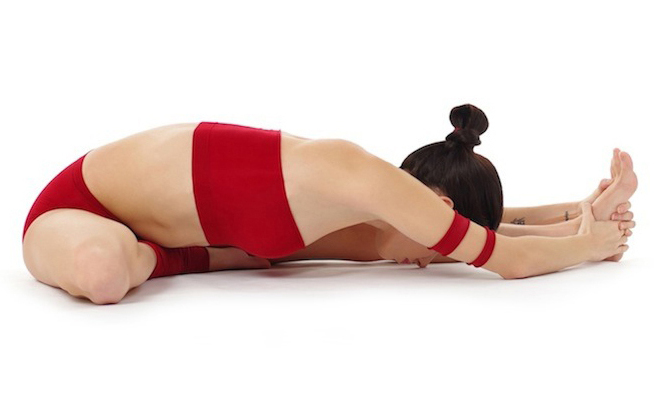
Janu sirsasana,[10] postura del sauce.
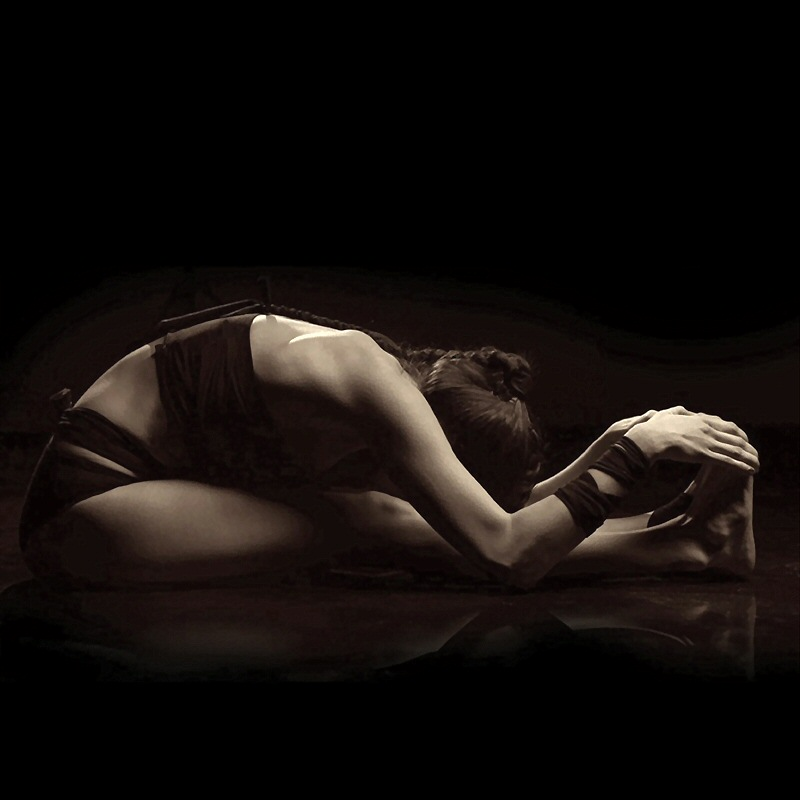
Paschimottanasana,[10] postura de la pinza sentada.

## Contraindicaciones
Es una postura contraindicada para personas con embarazo, hipertensión, problemas cardíacos, síndrome del túnel carpiano, hernia discal, migraña, lesiones en el cuello, dolores en los codos y diarrea.
Las posturas de flexión hacia atrás requieren antes la práctica de otras asanas de preparación a modo de calentamiento ya que podrían generarse desplazamientos discales en la columna. La presencia de un instructor de yoga calificado y experimentado es muy importante para los practicantes de nivel básico e intermedio.
Se recomienda que más allá de seguir las recomendaciones de los instructores, el practicante debe escuchar su propio cuerpo: si se sienten molestias en la espalda, especialmente en la zona lumbar, es mejor enderezar la espalda y adoptar una versión de la postura menos profunda. Las asanas deben practicarse con suavidad y progresivamente sin forzar las posiciones.

## Galería de variantes
|                                                              |
| Eka Pada Chakrasana, postura de la rueda de una sola pierna. |

|                                                                        |
| Dwi Pada Viparita Dandasana, postura de bastón invertido de dos patas. |

|                 |
| Maha Chakrasana |

- Eka hasta urdhva dhanurasana, postura de rueda con un solo brazo.[16]
- Ardha chakrasana